# Goodrich (Dakota del Nord)
Goodrich és una població dels Estats Units a l'estat de Dakota del Nord. Segons el cens del 2000 tenia 163 habitants.

## Demografia
Segons el cens del 2000, Goodrich tenia 163 habitants, 81 habitatges, i 45 famílies. La densitat de població era de 224,8 hab./km².
Dels 81 habitatges en un 18,5% hi vivien nens de menys de 18 anys, en un 46,9% hi vivien parelles casades, en un 4,9% dones solteres, i en un 44,4% no eren unitats familiars. En el 39,5% dels habitatges hi vivien persones soles el 25,9% de les quals corresponia a persones de 65 anys o més que vivien soles. El nombre mitjà de persones vivint en cada habitatge era de 2,01 i el nombre mitjà de persones que vivien en cada família era de 2,69.
Per edats la població es repartia de la següent manera: un 19% tenia menys de 18 anys, un 2,5% entre 18 i 24, un 14,7% entre 25 i 44, un 25,8% de 45 a 60 i un 38% 65 anys o més.
L'edat mediana era de 52 anys. Per cada 100 dones de 18 o més anys hi havia 85,9 homes.
La renda mediana per habitatge era de 23.500 $ i la renda mediana per família de 28.125 $. Els homes tenien una renda mediana de 20.000 $ mentre que les dones 17.500 $. La renda per capita de la població era de 14.520 $. Entorn del 15,1% de les famílies i el 14% de la població estaven per davall del llindar de pobresa.

## Poblacions més properes
El següent diagrama mostra les poblacions més properes.